# Мијаца
Мијаца су насељено место у саставу града Вргорца, Сплитско-далматинска жупанија, Република Хрватска.

## Историја
До територијалне реорганизације у Хрватској налазила су се у саставу старе општине Вргорац.

## Становништво
На попису становништва 2011. године, Мијаца су имала 95 становника.
| Број становника по пописима | Број становника по пописима | Број становника по пописима | Број становника по пописима | Број становника по пописима | Број становника по пописима | Број становника по пописима | Број становника по пописима | Број становника по пописима | Број становника по пописима | Број становника по пописима | Број становника по пописима | Број становника по пописима | Број становника по пописима | Број становника по пописима | Број становника по пописима |
| --------------------------- | --------------------------- | --------------------------- | --------------------------- | --------------------------- | --------------------------- | --------------------------- | --------------------------- | --------------------------- | --------------------------- | --------------------------- | --------------------------- | --------------------------- | --------------------------- | --------------------------- | --------------------------- |
| 1857                        | 1869                        | 1880                        | 1890                        | 1900                        | 1910                        | 1921                        | 1931                        | 1948                        | 1953                        | 1961                        | 1971                        | 1981                        | 1991                        | 2001                        | 2011                        |
| 167                         | 0                           | 174                         | 220                         | 254                         | 265                         | 306                         | 360                         | 407                         | 448                         | 465                         | 394                         | 298                         | 163                         | 126                         | 95                          |

Напомена: Од 1900. до 1921. исказивано под именом Михаца. У 1869. подаци су садржани у насељу Завојане. До 1910. исказивано је као део насеља.

### Попис1991.
На попису становништва 1991. године, насељено место Мијаца је имало 163 становника, следећег националног састава:
| Попис 1991.‍ | Попис 1991.‍ | Попис 1991.‍ | Попис 1991.‍ | Попис 1991.‍ |
| ----------- | ----------- | ----------- | ----------- | ----------- |
|             |             |             |             |             |
| Хрвати      | Хрвати      |             | 156         | 95,70%      |
| непознато   | непознато   |             | 7           | 4,29%       |
| укупно: 163 |             |             |             |             |